# David Kandel

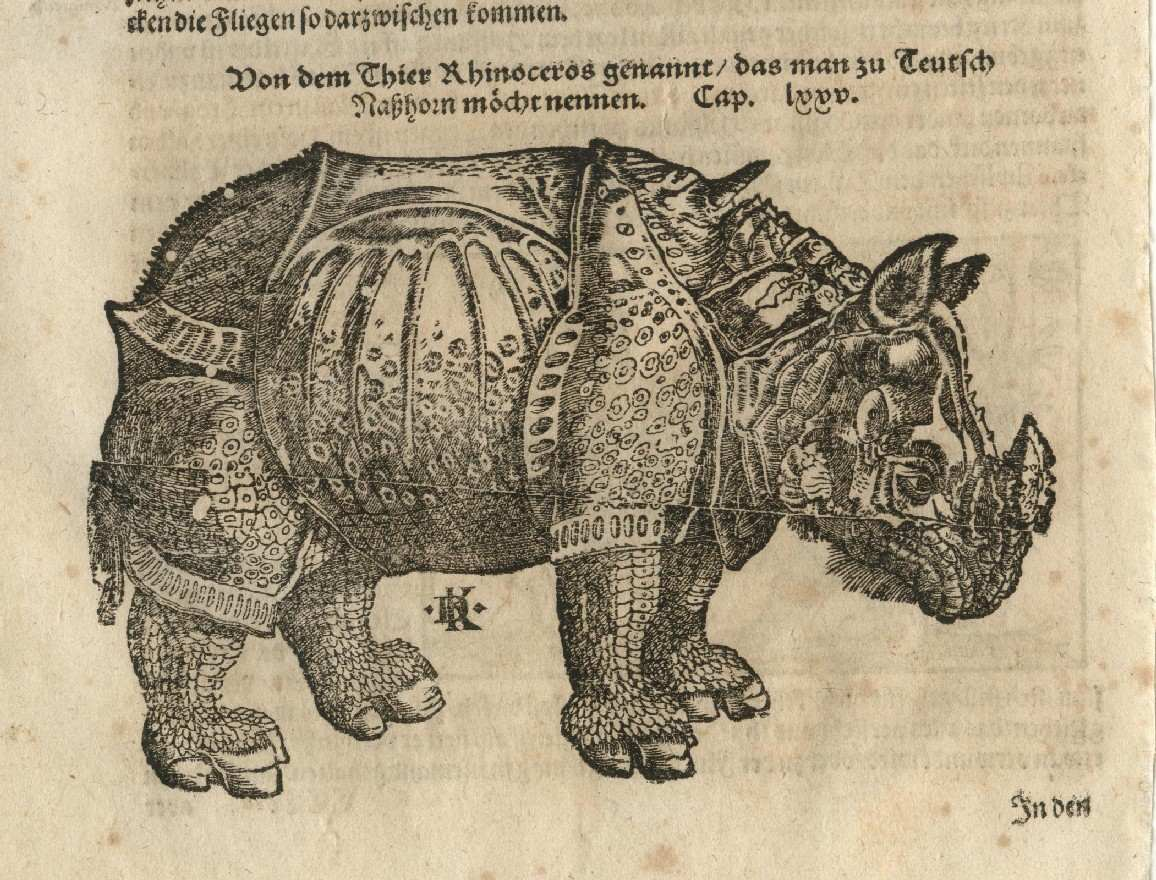
Rinoceronte (34 × 20,5 cm), xilografía de David Kandel copiando la de Durero; incluida en la Cosmographia de Sebastian Münster, circa 1550.

David Kandel (c. 1520 - c. 1596), fue un dibujante y grabador renacentista alemán. Interesado en el estudio de la naturaleza fue uno de los pioneros en la ilustración de tratados científicos y botánicos. Sin embargo, como ocurre con otros artistas del Renacimiento, los documentos proporcionan muy pocos datos de su vida. 

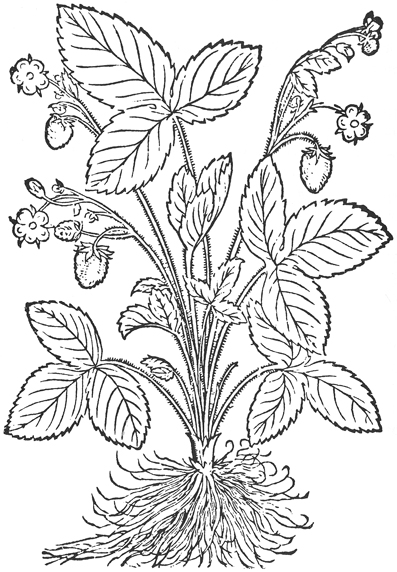
Fragaria vesca (fresas silvestres), ilustración de Hieronymus Tragus, Kreütterbuch.

Es probable que naciese en Estrasburgo, hacia 1520, pues se tiene constancia de que su padre era ciudadano de aquella ciudad. Se casó en 1554 y 33 años después, en 1587, aparece citado como propietario de una casa.  
David Kandel es conocido por numerosos grabados en madera con representaciones bíblicas o estudios de animales, como la célebre xilografía copiando el rinoceronte popularizado por Durero que grabó para la Cosmographia universalis de Sebastian Münster, pero lo que le ha granjeado mayor fama son principalmente sus mapas, algunos incluidos también en la Cosmographia de Münster, y muy especialmente las 550 xilografías del Kreutterbuch de Hieronymus Tragus. Es bien conocida también su ilustración de la Tabla de Cebes.